# ジェラール・クラヴジック
ジェラール・クラヴジック（Gérard Krawczyk、1953年5月17日 - ）は、フランスの映画監督。
パリ出身。ポーランド系フランス人。高等映画学院（IDHEC）卒業。主にアクション映画を手掛け、『TAXi』シリーズ第2作から4作までを監督したことで知られる。

## 主な作品
- プレイバック Héroïnes (1997)
- TAXi2 Taxi 2 (2000)
- WASABI WASABI (2001)
- TAXi3 TAXi 3 (2003)
- 花咲ける騎士道 Fanfan la Tulipe (2003)
- TAXi4 Taxi 4  (2007)
- TAXI ブルックリン Taxi Brooklyn (2014) テレビドラマ、2話分